# Episodi di Atelier
La prima stagione della serie televisiva Atelier è stata pubblicata da Netflix il 1º dicembre 2015.
| Nº | Titolo originale      | Titolo italiano            | Pubblicazione mondiale |
| -- | --------------------- | -------------------------- | ---------------------- |
| 1  | Lingerie 101          | Introduzione alla lingerie | 1º dicembre 2015       |
| 2  | You Are What You Wear | Sei quello che indossi     | 1º dicembre 2015       |
| 3  | A Brand New Challenge | Una nuova sfida            | 1º dicembre 2015       |
| 4  | A Change of Pace      | Cambio di marcia           | 1º dicembre 2015       |
| 5  | Making My Mark        | Lasciare il segno          | 1º dicembre 2015       |
| 6  | Marketing Matters     | Questioni di markenting    | 1º dicembre 2015       |
| 7  | Race to the Top       | Grandi ambizioni           | 1º dicembre 2015       |
| 8  | The Runway            | La sfilata                 | 1º dicembre 2015       |
| 9  | What's Next           | E poi?                     | 1º dicembre 2015       |
| 10 | The Past Is Present   | Il passato è presente      | 1º dicembre 2015       |
| 11 | When the Cat's Away   | Quando il gatto non c'è    | 1º dicembre 2015       |
| 12 | Opportunity Knocks    | Opportunità                | 1º dicembre 2015       |
| 13 | Out in the Open       | Allo scoperto              | 1º dicembre 2015       |

## Introduzione alla lingerie
- Titolo originale: Lingerie 101
- Diretto da: Ryūta Ogata
- Scritto da: Naoko Adachi

### Trama
Mayuko e la sua amica Yuri si sono recentemente trasferiti a Tokyo. Mayuko trova un nuovo lavoro in una boutique di lingerie chiamata Emotion, lo staff è impegnato a prepararsi per un prossimo trunk show, ma la proprietaria, la signora Nanjō, non ha ancora finito i progetti.

## Sei quello che indossi
- Titolo originale: You Are What You Wear
- Diretto da: Ryūta Ogata
- Scritto da: Naoko Adachi

### Trama
Il signor Fujimura vuole una partnership con Emotion per il suo grande magazzino. Mayuko aiuta il suo primo cliente, ma scopre di avere molto da imparare sul servizio clienti.

## Una nuova sfida
- Titolo originale: A Brand New Challenge
- Diretto da: Ryūta Ogata
- Scritto da: Naoko Adachi

### Trama
Nanjō è d'accordo con la partnership con Vanderbilt. Mizuki e Fumika sono incaricati del compito, e Nanjō sfida Mayuko se vuole davvero rimanere nel settore della biancheria intima. Sarii e Mayuko diventano amici. Mayuko partecipa ad una festa del settore ed viene umiliata.

## Cambio di marcia
- Titolo originale: A Change of Pace
- Diretto da: Hiroki Hayama
- Scritto da: Naoko Adachi

### Trama
Mayuko inizia a vestirsi elegantemente. Mentre Mizuki e Fumika sono occupati a gestire la nuova seconda linea, Mayuko e Sōsuke sono incaricati del prossimo trunk show, ma Vanderbilt vuole produrre in serie i beni di Emotion più di quanto Nanjō sia pronto a fare.

## Lasciare il segno
- Titolo originale: Making My Mark
- Diretto da: Hiroki Hayama
- Scritto da: Naoko Adachi

### Trama
Avendo lasciato Emotion con Fumika per produrre i propri prodotti da Vanderbilt, Mizuki ha dei ripensamenti quando il grande magazzino fa causa alla Emotion per violazione del copyright. Nanjō è costretto a cancellare il trunk show in quanto l'Emotion rischia di bancarotta, ma il negozio guadagna un inatteso benefattore.

## Questioni di markenting
- Titolo originale: Marketing Matters
- Diretto da: Hiroki Hayama
- Scritto da: Naoko Adachi

### Trama
Con il negozio incapace di rianimare la seconda linea, Mayuko si concentra sul marketing per aumentare il profilo del negozio, ma impara una lezione scoraggiante. Mizuki diventa sempre più disillusa dalla nuova azienda.

## Grandi ambizioni
- Titolo originale: Race to the Top
- Diretto da: Ryūta Ogata
- Scritto da: Naoko Adachi

### Trama
L'Emotion si prepara per la sua prima sfilata pubblica, dove debutterà la seconda linea, disegnata da Mizuki. Mayuko si occupa della sfilata e trova che il lavoro sia molto più difficile di quanto si aspettasse.

## La sfilata
- Titolo originale: The Runway
- Diretto da: Ryūta Ogata
- Scritto da: Naoko Adachi

### Trama
Il giorno della sfilata è arrivato e ci sono ancora problemi dell'ultimo minuto che devono essere risolti.

## E poi?
- Titolo originale: What's Next
- Diretto da: Ryūta Ogata
- Scritto da: Naoko Adachi

### Trama
I dipendenti dell'Emotion si crogiolano nel successo del loro spettacolo e decidono di fare una "vacanza estiva" in pieno inverno. Mayuko prende una decisione sul suo futuro.

## Il passato è presente
- Titolo originale: The Past Is Present
- Diretto da: Hiroki Hayama
- Scritto da: Naoko Adachi

### Trama
I segreti sul passato di Nanjō sono rivelati e lei si ricongiunge con suo figlio.

## Quando il gatto non c'è
- Titolo originale: When the Cat's Away
- Diretto da: Ryūta Ogata
- Scritto da: Naoko Adachi

### Trama
A Nanjō viene chiesto di fare un bustier per la fidanzata di suo figlio. Mizumi, Saruhashi e il nuovo impiegato Rin Nakatani partecipano a una conferenza. Le "vacanze estive" volgono al termine.

## Opportunità
- Titolo originale: Opportunity Knocks
- Diretto da: Hiroki Hayama
- Scritto da: Naoko Adachi

### Trama
Mayuko rivela a cosa stava lavorando durante le vacanze. Grazie al successo dello spettacolo, la principale rivista di moda giapponese vuole fare un numero sull'Emotion. La storia del negozio viene raccontata. Nanjō riflette sulla pensione.

## Allo scoperto
- Titolo originale: Out in the Open
- Diretto da: Ryūta Ogata
- Scritto da: Naoko Adachi

### Trama
Nanjō cambia idea sul prototipo di Mayuko, ma Mayuko si rende conto che il suo lavoro non si adatta all'immagine di Emotion e decide di lasciare la compagnia per commercializzare la sua merce da sola, ispirando Nanjō a dedicarsi nuovamente al suo lavoro.